# Лайе, Штефан
Штефан Лайе (нем. Stephan Leyhe, род. 5 января 1992 года, Швалефельд, Гессен) — немецкий прыгун с трамплина, серебряный призёр олимпийских игр 2018 года в командных соревнованиях, чемпион мира 2019 года в командах.

## Спортивная карьера
Штефан Лайе дебютировал на этапах Кубка мира 20 декабря 2014 года в Энгельберге. 
В сезоне 2015/2016 года вместе с командой стал серебряным призером чемпионата мира по полётам на лыжах в австрийском Бад-Миттерндорфе.
В 2017 году Штефан выступил на чемпионате мира в финском Лахти, где занял 13 место на нормальном трамплине и был 4-м в командных соревнованиях. 
На зимних Олимпийских играх 2018 года в Корее Штефан Лайе завоевал серебряную медаль в прыжках с большого трамплина в командных соревнованиях.  
В 2019 году на чемпионате мира в Зефельде завоевал золотую медаль в командном первенстве.  

## Результаты

### Олимпийские игры
| Олимпийские игры | Нормальный трамплин | Большой трамплин | Большой трамплин (команда) |
| ---------------- | ------------------- | ---------------- | -------------------------- |
| 2018 Пхёнчхан    | —                   | —                | 2                          |
| 2022 Пекин       | —                   | 24               | 3                          |

### Чемпионаты мира по лыжным видам спорта
| Чемпионаты мира | Нормальный трамплин | Большой трамплин | Большой трамплин (команда) |
| --------------- | ------------------- | ---------------- | -------------------------- |
| 2017 Лахти      | 13                  | 16               | 4                          |
| 2019 Зефельд    |                     | —                | 1                          |

### Чемпионаты мира по полетам на лыжах
| Чемпионаты мира      | Личное первенство | Командное первенство |
| -------------------- | ----------------- | -------------------- |
| 2016 Бад-Миттерндорф | 19                | 2                    |
| 2018 Оберстдорф      | 20                | 4                    |